# François Menant
François Menant (Les Sables-d'Olonne, 19 settembre 1948 – Parigi, 12 ottobre 2022) è stato uno storico francese specialista in storia rurale e urbana dell'Italia medievale.

## Biografia
Dopo aver completato i corsi preparatori al liceo Louis-le-Grand, entra all'École normale supérieure in rue d'Ulm nel 1968. Ottenuta l'aggregazione di storia, diventa membro dell'École française di Roma e dottore post-laurea. Ha scritto una tesi di dottorato sotto la direzione di Pierre Toubert dedicata alle Campagnes lombardes du Moyen Âge, difesa nel 1988 e pubblicata nel 1993. Membro del CNRS, dal 1997 al 2017 è stato professore di storia medievale all'École normale supérieure,  dove ha diretto un seminario di ricerca sulle crisi del tardo Medioevo. Tra gli altri ruoli scientifici, è stato vicepresidente della Société des Historiens Médiévistes de l'Enseignement supérieur public (2001-2007) e direttore del dipartimento di storia dell'École normale supérieure.

## Pubblicazioni
- Lombardia feudale. Studi sull’aristocrazia padana nei secoli X-XIII, Milano, Vita e Pensiero, 1992.
- Campagnes lombardes du Moyen Âge. L’économie et la société rurales dans la région de Bergame, de Crémone et de Brescia du Xe au XIIIe siècle, Rome, 1993, Bibliothèque des Écoles françaises d’Athènes et de Rome, 281.
- Les villes italiennes, XIIe – XIVe siècle. Enjeux historiographiques, méthodologie, bibliographie commentée, Paris, A. Colin, 2004 (collection « Guides pour les concours »).
- Notaires et crédits dans l’Occident méditerranéen médiéval, Rome École française de Rome, 2004.
- L’Italie des communes, Paris, Belin, 2005[3].
  - L'Italia dei comuni (1100-1350), Viella, Roma 2009.